# Viktar Sasunouski
Viktar Sasunouski (en bielorruso: Віктар Сасуноўскі; 29 de junio de 1989) es un deportista bielorruso que compite en lucha grecorromana.
Ganó dos medallas en el Campeonato Mundial de Lucha, plata en 2015 y bronce en 2018, y una medalla de plata en el Campeonato Europeo de Lucha de 2018.
En los Juegos Europeos de Bakú 2015 obtuvo una medalla de bronce en la categoría de 80 kg.

## Palmarés internacional
| Campeonato Mundial | Campeonato Mundial         | Campeonato Mundial | Campeonato Mundial |
| Año                | Lugar                      | Medalla            | Categoría          |
| ------------------ | -------------------------- | ------------------ | ------------------ |
| 2015               | Las Vegas (Estados Unidos) | Medalla de plata   | 80 kg              |
| 2018               | Budapest (Hungría)         | Medalla de bronce  | 82 kg              |
| Juegos Europeos    |                            |                    |                    |
| Año                | Lugar                      | Medalla            | Categoría          |
| 2015               | Bakú (Azerbaiyán)          | Medalla de bronce  | 80 kg              |
| Campeonato Europeo |                            |                    |                    |
| Año                | Lugar                      | Medalla            | Categoría          |
| 2018               | Kaspisk (Rusia)            | Medalla de plata   | 82 kg              |